# 庫利 (奧布希夫區)
49°56′27″N 30°32′0″E / 49.94083°N 30.53333°E
庫利（烏克蘭語：Кулі）是位於烏克蘭北部的村莊，由基辅州奧布希夫區的奧布希夫市鎮負責管轄。該村始建於1926年，面積0.69平方公里，海拔高度183米，2001年人口166，人口密度每平方公里240.6人。